# واچکلایه
واچکلایه، روستایی است از توابع بخش مرکزی شهرستان رامسر در استان مازندران ایران.

## جمعیت
این روستا در دهستان سخت‌سر قرار دارد و براساس سرشماری مرکز آمار ایران در سال ۱۳۸۵، جمعیت آن ۱۴۶ نفر (۳۷خانوار) بوده‌است.

## جغرافیا و تاریخ
واچکلایه در ۸ کیلومتری مسیر رامسر به جواهرده قرار دارد. این روستا منتهی به جنگل بوده و درخت گردو در آنجا به تعداد فراوان یافت می‌شود. دو عبادتگاه در واچکلایه وجود دارد که قدمت آن به زمان اشکانیان می‌رسد و اکنون به شکل امامزاده‌های شیعی زینت داده شده است. در گذشته‌های دور اطراف این عبادتگاه‌های مذکور چراگاه دام بوده است. در اوایل دوره قاجاریه کم‌کم چند خانه مسکونی در اطراف آن عبادتگاه‌ها ساخته شده و دهه‌های گذشته باغ چای و مرکبات هم احداث گردیده است. "واچ" در زبان پهلوی (اشکانی - ساسانی) به معنای نیایش یا عبادت و "کلا" هم به معنی محل و آبادی است، بنابراین "واچ کلا" به معنی عبادتگاه یا کانون نیایش می‌باشد که شاید در آغاز مدفن یکی از پیشوایان آئین مهر بوده است. درباره قدمت آن به زمان اشکانیان به دلیل وجود واژه «واچ» هیچ شکی نیست.